# ولا (برند)

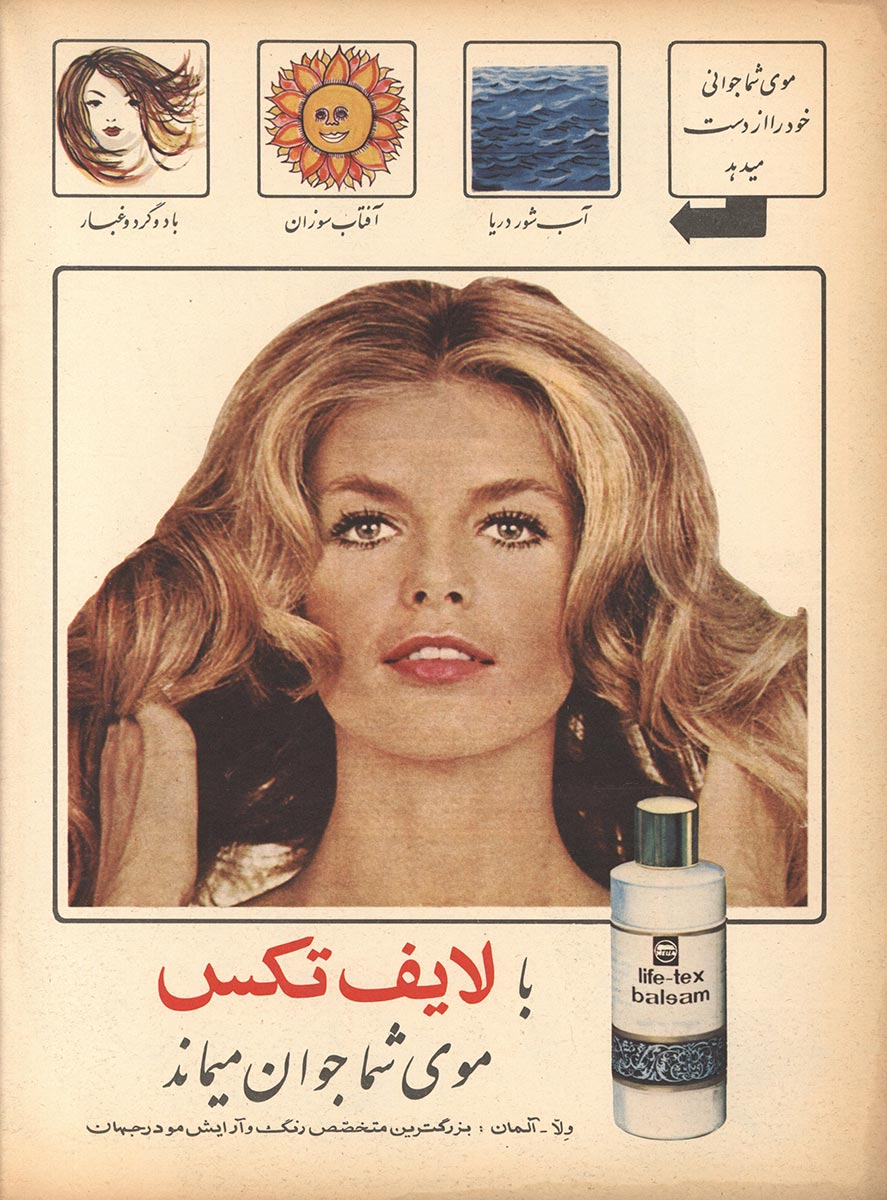
تبلیغی از برند آلمانی وِلا در مجلهٔ زن روز در شمارهٔ ۳۰۳ به تاریخ ۱۶ ژانویه ۱۹۷۱ میلادی.

ولا (انگلیسی: Wella) شرکت لوازم بهداشتی آلمانی است، که در زمینه تولید انواع محصولات آرایشی و بهداشتی و محصولات مرتبط با مو فعالیت می‌نماید.
شرکت ولا در سال ۱۸۸۰ توسط فرانتس اشتروئر تأسیس شد. دفتر مرکزی این شرکت در شهر دارمشتات، آلمان قرار دارد و تمامی سهام آن در اختیار شرکت کوتی اینکورپوریتد می‌باشد.